# Piper guineense
```

```

Piper guineense, познат и као Западноафрички бибер, Гвинејски бибер, Ашанти бибер и Лажни кубеб тропска је скривеносеменица из рода Piperа, односно из породице Piperaceae. Расте у тропским подручјима дуж обала Гвинејског залива у Западној Африци те у прашумама Централне Африке. Данас се узгаја у земљама попут Нигерије где се његово лишће, тамо познато као „узиза” користи као зачин код припремања разних варива. 
Доста је сличан јаванском кубебу, а разликују се по изгледу плода. Кубеб има доста крупан и округао плод, док је плод код ашанти бибера издуженији, мањи и има црвенкасту боју.
Ашанти бибер је епифитна лијана која може да нарасте до 20 метара у дужину и помоћи ваздушног корења може да доспе до највиших крошњи. Љутину добија од алкалоида пиперина који се у овој биљци налази у концентрацијама од 5−8%. Поред пиперина садржи и органска једињења бета-кариофилен, миристицин, елемицин, сафрол и дилапиол. 
Укусом је доста сличан кубебу, али је мање горак и има израженију биљну ноту. Употреба му је данас ограничена углавном на подручје где се и узгаја.